# Biharkeresztes (stacja kolejowa)
Biharkeresztes (węg. Biharkeresztes vasútállomás) – stacja kolejowa w Biharkeresztes, w komitacie Hajdú-Bihar, na Węgrzech. 
Stacja znajduje się na ważnej linii 101 Püspökladány – Biharkeresztes i obsługuje pociągi każdej kategorii. Jest przejściem granicznym z Rumunią w kierunku Oradei.

## Linie kolejowe
- Linia 101 Püspökladány – Biharkeresztes